# روي فيليبي كوستا كاردوسو
روي فيليبي كوستا كاردوسو (11 مايو 1994 في البرتغال - ) هو لاعب كرة قدم برتغالي في مركز الهجوم.

## وصلات خارجية
- روي فيليبي كوستا كاردوسو على موقع قاعدة بيانات كرة القدم.إي يو (الإنجليزية)
- روي فيليبي كوستا كاردوسو على موقع Soccerway.com (الإنجليزية)